# Hermann Sulzberger
Hermann Sulzberger (* 12. Juni 1957 in Wien) ist ein österreichischer Komponist und Musikbibliothekar.

## Leben
Hermann Sulzberger absolvierte in den Jahren von 1972 bis 1975 an der Berufsschule für Industriekaufleute in Wien eine Ausbildung zum Industriekaufmann. Parallel dazu erhielt er Musikunterricht in Gitarre, Blockflöte und Musiktheorie. Von 1975 bis 1985 belegte er an der Universität für Musik und darstellende Kunst Wien Lehrgänge für musikalische Jugend- und Volksbildner, Medienkomposition bei Paul Kont, Tontechnik und Harmonikale Grundlagenforschung bei Dieter Kaufmann, Tonsatz bei Alfred Uhl, Komposition bei Paul Kont sowie Kulturelles Management bei Franz Willnauer. Ein musikwissenschaftliches Ergänzungsstudium beendete er im Jahr 1987 mit dem Abschluss Mag.art. ebenda. Zudem legte er im Jahr 1989 eine Ergänzungsprüfung zum Lehrberuf „Musikalienhändler“ ab.
Daneben besuchte er ab 1981 das Diözesankonservatorium für Kirchenmusik der Erzdiözese Wien und legte dort im Jahr 1987 die C-Prüfung in Kirchenmusik bei Walter Sengstschmid ab.
Nachdem Sulzberger von 1984 bis 1985 Mitglied der Wiener Singakademie war, ist er seit dem Jahr 1987 als freischaffender Komponist und Privatlehrer für Musiktheorie und Klavier tätig.
Seit 1996 nimmt Hermann Sulzberger regelmäßig an EDV-Weiterbildungen teil. Er ist Mitglied in der Austrian Composers Association sowie der Interessensgemeinschaft Niederösterreichischer Komponisten – INÖK.

„Es widerstrebt mir, Musik mit Worten zu beschreiben - wahrscheinlich, weil diese „geordneten Schwingungen“ dem Wesentlichen im Leben so nahe kommen. Mein Kompositionsstil ist am ehesten mit „freitonal“ zu benennen (Gesinnungswandel vorbehalten, aber nicht zu erwarten).“

## Auszeichnungen (Auswahl)
- 1984: Arbeitsstipendium der Stadt Wien[2]
- 1986: Leistungsstipendium der Universität für Musik und darstellende Kunst Wien[2]
- 1986: Arbeitsstipendium der Stadt Wien[2]
- 1987: Theodor-Körner-Preis[2]
- 1988: Kompositionsförderungen des Bundeskanzleramts Österreich für Kunst und Kultur[2]
- 1989: Förderungspreis für Musik der Stadt Wien[4]
- 1989: Anerkennungspreis für Musik der Niederösterreichischen Landesregierung[2]

## Werke
- Stück für sieben Blechbläser – Septett für zwei Hörner, zwei Trompeten, zwei Posaunen und Tuba, op. 7/1 (1981)[5]
- Toccata für Blechbläserquintett – Quintett für zwei Trompeten, Horn, Posaune und Tuba, op. 7/2 (1981–1982)[5]
- Ein Weihnachtslied – Nach dem Gedicht von Christian Morgenstern für gemischten Chor, op. 1 (1982–1984)[5]
- Volksliedsätze – Nach Liedern aus fünf Jahrhunderten für zwei Violinen und Violoncello, op. 2 (1983)[5]
- Stück für Schlagwerk – Besetzung: Pauke, kleine Trommel, Triangel, Tom Tom, Vibraphon, Marimbaphon, Tempelblock, Klavier und Glockenturm, op. 5 (1983)[5]
- Symphonische Skizzen – Für großes Orchester, op. 8a (1983/1984)[5]
- Fünf Lieder – Nach Gedichten von Heidrun Kowarik-Schöbitz für Mezzosopran und Kammerensemble, op. 3/1-5 (1984)[5]
- Etüde für Violoncello – Für Violoncello solo, op. 9/1 (1985)[5]
- Concertino für Violoncello und Orchester – Für Violoncello solo und große Orchesterbesetzung, op. 6 (1985–1986)[5]
- Trio für drei Violoncelli – op. 11 (1986)[5]
- Kleine Partita über „Es ist genug“ – Für Orgel solo, op. 10 (1986)[5]
- Streichsextett – Für zwei Violinen, zwei Violen und zwei Violoncelli, op. 12 (1987–1988)[5]
- De colores – Für Orgel solo (im liturgischen Gebrauch), (1988)[5]
- Präludium, Fuge und Phantasie – Über eine aus einem Thema Johann Sebastian Bachs zusammengestellte Reihe für Gitarre, op. 4 (1988–1989/1990)[5]
- Hymnus – Nach Psalmentexten von Alisa Stadler für Chor, Orgel und Kammerorchester, op. 13 (1989)[5]
- Klangmixturen – Für achtstimmigen Knabenchor, op. 14 (1989)[5]
- Albumblatt für Verena – Für Klavier solo, op. 9/2 (1991)[5]
- Eine kleine Küchenmusik – Rondo für Kammerensemble, Küchengeschirr und Schlaginstrumente – einschließlich dem Gedicht „Lied ohne Titel“ von Jutta Schrutz, op. 15 (1996)[5]
- Trio für 3 Violoncelli – zweite, gültige Fassung, op. 11a (1999)[5]
- Vater unser – Für vierstimmig gemischten Chor, op. 16 (2008)[5]